# Симптом двобічного збільшення потиличних лімфатичних вузлів
Симптом двобічного збільшення потиличних лімфатичних вузлів — ранній патогномонічний симптом краснухи. Являє собою двостороннє симетричне збільшення лімфатичних вузлів у потиличній області. Вони щільноеластичної консистенції, не спаяні між собою та підшкірною клітковиною, розмірами до 2 см в діаметрі. Існує навіть вираз — «лімфаденопатія — перший і останній симптом краснухи». А один із клініцистів Клаотч ще на початку XX століття зазначав, що «діагноз краснухи можна встановити у темряві, обмежуючись обмацуванням потилиці, якщо знати, що перед нами випадок гострого висипу». Часто краснуха перебігає без типового висипу, але й при цьому відбувається двобічне збільшення потиличних лімфатичних вузлів. Не спостерігається при жодній з інших хвороб. 